# Im Yunjidang
Det här är en artikel om en person med koreanskt personnamn; Im är familjenamnet.
Im Yunjidang (koreansk skrift: 任允摯堂), född 1721, död 1793, var en koreansk författare och filosof. Hon tillhörde neokonfucianismen och utmanade konfucianismens könssyn genom en form av konfuciansk feminism. 

## Biografi
Im Yunjidang tillhörde den koreanska adeln, yangban, och levde utåt sett ett liv enligt konventionella normer. Det koreanska samhället organiserades under denna tid utifrån konfuciansk lära, något som innebar att könen levde segregerade och särskilt överklasskvinnor levde sina liv i kvinnoavdelningar i hemmen, utan kontakt med världen utanför familjekretsen, med separat bostad, religion och levnadsvanor från män och med utegångsförbud vid de tider män rörde sig på gatorna. Im Yunjidang studerade och skrev som autodidakt. 
Genom omtolkningar av konfucianska klassiker och en tyngdpunkt på nykonfucianismens filosofi om moralisk självkultivering och mänsklig natur framförde hon en lära om jämlikhet mellan könen och hävdade att det inte fanns någon skillnad på mäns och kvinnors mänskliga natur. Hon var Koreas första konfucianska filosof av sitt kön. I sitt verk Yunjidang Yugo försvarade hon kvinnans rätt att också bli en sage, dvs en konfuciansk auktoritet, utifrån omtolkningar av konfuciansismens lära. Hon nämns vid sidan av Kang Chongildang som en av ytterst få kvinnliga konfucianska filosofer. 
På grund av samhällets könssyn kunde hennes verk inte publiceras förrän efter hennes död. Hon var en av få kvinnliga författare i Joseondyanstins Korea, vid sidan av poeten Seo Yeongsuhap (1753-1823), och Yi Bingheogak, som 1809 utgav Guyhap chongseo kvinnoencyklopedin om hushållsarbete. 